# Heardred
Heardred (proto-norreno *Hardurādaz), morto circa nel 530, fu un re dei Geati, figlio di re Hygelac e della regina Hygd, nominato nel Beowulf. Dopo la morte di Hygelac in Frisia, Hygd volle eleggere suo nipote Beowulf re di Götaland, per il timore che il giovane Heardred non sarebbe stato capace di difendere la propria gente. Beowulf tuttavia espresse la sua fiducia nei confronti del giovane e Heardred fu proclamato re.
Tuttavia, più a nord in Svezia (in Svealand), il re dei Sueoni Ohthere era morto e gli succedette il fratello minore, Onela. I figli di Ohthere, Eadgils e Eanmund, scapparono nella terra dei Geati e furono ricevuti da Heardred; ciò spinse Onela ad attaccarli per neutralizzare i suoi nipoti e per vendicare suo padre Ongenþeow, ucciso dai Geati. Durante la battaglia Heardred fu ucciso; anche Eanmund cadde, per mano del suo parente Weohstan.
Ad Heardred succedette suo cugino Beowulf, che vendicò Eanmund aiutando Eadgils ad uccidere Onela, evento che compare anche nelle fonti scandinave.